# Emir

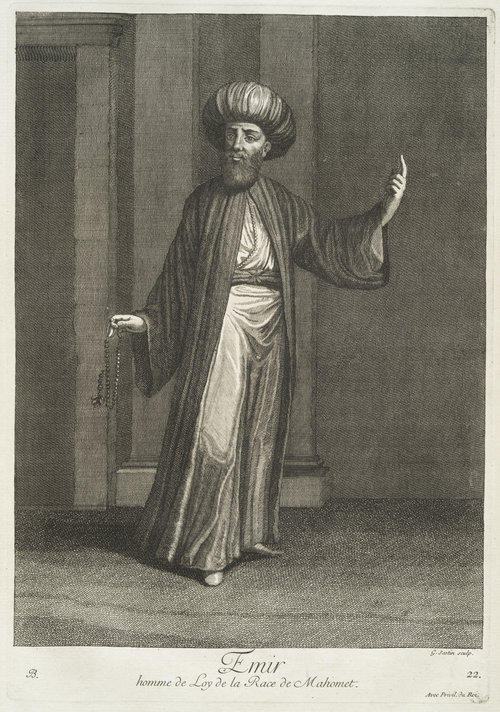
«Sultão», do conjunto de Ilustrações dos Otomanos, de Jean-Baptiste Vanmour, 1707.

Emir ou Amir (em árabe: أمير; romaniz.: ʾamīr; que significa "príncipe" ou "chefe")  é um título de origem árabe de natureza aristocrática, nobre, militar ou política usado nos países árabes e, sobretudo historicamente, em outros países muçulmanos do Norte de África, Médio Oriente, Ásia Central, Afeganistão e no subcontinente indiano. Quando se refere ao governante máximo dum emirado, pode ser traduzido como "príncipe", que é igualmente a tradução mais usual do termo original árabe (أمير). Atualmente designa sobretudo alguns chefes de estado muçulmanos ou líderes de organizações islâmicas. Também é utilizado como nome próprio por muitas pessoas, principalmente em países árabes e muçulmanos.
Originalmente, "amir", que deriva do radical árabe a-m-r ("comando"), significava simplesmente "comandante". Depois passou a ser o título de líderes, governadores ou governantes de estados com grande autonomia ou independentes. No último caso, os estados governados são quase sempre de pequena dimensão, mas também houve casos de governantes máximos de grandes estados que tiveram o título de emir ou amir, como por exemplo o fundador do Império Timúrida, Tamerlão, que é conhecido como Amir Timur. Outro uso para o termo é a designação dos descendentes de Maomé.